# Organização Internacional de Telecomunicações por Satélite

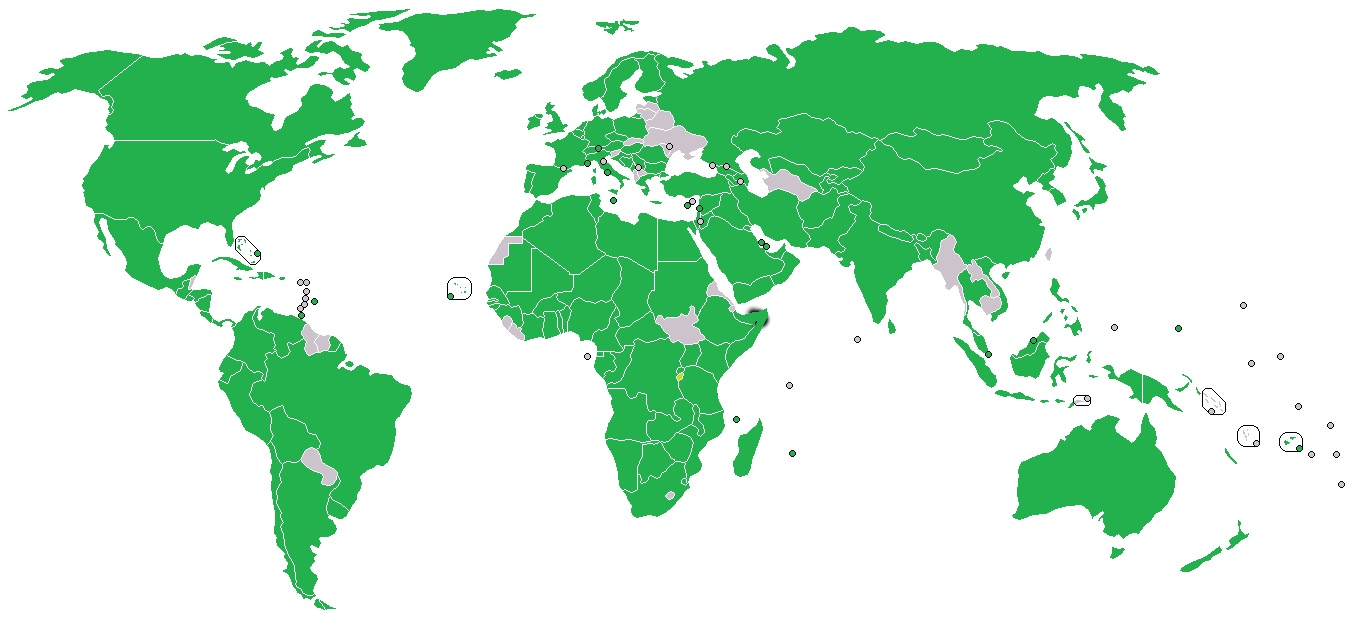
Filiação ITSO
membros atuais
assinaram, mas não ratificaram

A International Telecommunications Satellite Organization (ITSO) é uma organização intergovernamental encarregada de supervisionar as obrigações de serviço público da Intelsat.
Em junho de 2013, existiam 149 países membros da ITSO. Os membros que aderirem a ITSO, ratificando um tratado multilateral conhecido como Acordo Relativo à International Telecommunications Satellite Organization. A Bulgária ratificou o tratado em 1996, mas denunciou-o e retirou-se da organização em 2012.